# Grand L. Bush
Grand Lee Bush (Los Angeles, 24 dicembre 1955) è un attore statunitense.

## Carriera
Bush ha recitato in film cult come Arma letale, Arma letale 2, Trappola di cristallo e Colors - Colori di guerra, quest'ultimo accanto a Dennis Hopper, col quale ha poi recitato in altri due lungometraggi: Una bionda sotto scorta e Ore contate. Nel 1989 Bush è stato scelto per il film di James Bond 007 - Vendetta privata. Ha interpretato un tenente nel film horror L'esorcista III e ha avuto un piccolo ruolo in Demolition Man.
Nel 1994 è stato scelto per il ruolo di Balrog nel film d'azione Street Fighter - Sfida finale, diretto da Steven E. de Souza e basato sull'omonimo videogioco. Il cast comprendeva anche Jean-Claude Van Damme, Kylie Minogue, Ming-Na e Raúl Juliá.
Nel 2002 ha abbandonato il mondo dello spettacolo.

## Vita privata
Nel 1994 sposa Sharon Crews, incontrata nel 1991 sul set di Freejack - In fuga nel futuro, un film di fantascienza con Emilio Estevez, Rene Russo e Mick Jagger.

## Filmografia

### Cinema
- Hair, regia di Miloš Forman (1979)
- Nessuno ci può fermare (Stir Crazy), regia di Sidney Poitier (1980)
- Police Station - Turno di notte (Vice Squad), regia di Gary Sherman (1982)
- Night Shift - Turno di notte (Night Shift), regia di Ron Howard (1982)
- Strade di fuoco (Streets of Fire), regia di Walter Hill (1984)
- Chi più spende... più guadagna! (Brewster's Millions), regia di Walter Hill (1985)
- Il colore viola (The Color Purple), regia di Steven Spielberg (1985)
- Arma letale (Lethal Weapon), regia di Richard Donner (1987)
- Colors - Colori di guerra (Colors), regia di Dennis Hopper (1988)
- Trappola di cristallo (Die Hard), regia di John McTiernan (1988)
- 007 - Vendetta privata (Licence to Kill), regia di John Glen (1989)
- Arma letale 2 (Lethal Weapon 2), regia di Richard Donner (1989)
- Cattive compagnie (Bad Influence), regia di Curtis Hanson (1990)
- Ore contate (Catchfire - Backtrack), regia di Dennis Hopper (1990)
- L'esorcista III (The Exorcist III), regia di William Peter Blatty (1990)
- Sotto massima sorveglianza (Wedlock), regia di Lewis Teague (1991)
- Freejack - In fuga nel futuro (Freejack), regia di Geoff Murphy (1992)
- Maniac Cop 3 - Il distintivo del silenzio (Maniac Cop III: Badge of Silence), regia di William Lustig (1993)
- Demolition Man, regia di Marco Brambilla (1993)
- Una bionda sotto scorta (Chasers), regia di Dennis Hopper (1994)
- Street Fighter - Sfida finale (Street Fighter), regia di Steven E. de Souza (1994)
- Forrest Gump, regia di Robert Zemeckis (1994)
- Turbulence - La paura è nell'aria (Turbulence), regia di Robert Butler (1997)

### Televisione
- Good Times – serie TV, 2 episodi (1976)
- Barnaby Jones – serie TV, un episodio (1977)
- Lou Grant – serie TV, un episodio (1978)
- L'incredibile Hulk (The Incredible Hulk) – serie TV, un episodio (1978)
- CHiPs – serie TV, un episodio (1978)
- Truck Driver (B.J. and the Bear) – serie TV, un episodio (1980)
- Trapper John (Trapper John, M.D.) – serie TV, un episodio (1981)
- Quelli della pallottola spuntata (Police Squad!) – serie TV, un episodio (1982)
- I Jefferson (The Jeffersons) – serie TV, un episodio (1982)
- La banda dei sette (The Renegades) – serie TV, un episodio (1983)
- Airwolf – serie TV, un episodio (1984)
- Hunter – serie TV, 5 episodi (1986-1993)
- Fuorilegge (Outlaws) – serie TV, un episodio (1986)
- Simon & Simon – serie TV, un episodio (1987)
- Le notti del lupo (Werewolf) – serie TV, un episodio (1987)
- China Beach – serie TV, un episodio (1989)
- La signora in giallo (Murder, She Wrote) – serie TV, episodio 6x07 (1989)
- Renegade – serie TV, 3 episodi (1992-1993)
- Nash Bridges – serie TV, un episodio (1996)
- The Visitor – serie TV (1997-1998)
- Walker Texas Ranger (Walker, Texas Ranger) – serie TV, 2 episodi, di cui 7x19 (1998-1999)
- Jarod il camaleonte (The Pretender) – serie TV, un episodio (1999)
- Chicago Hope – serie TV, un episodio (1999)
- Da un giorno all'altro (Any Day Now) – serie TV, un episodio (2000)
- Road to Justice - Il giustiziere (18 Wheels of Justice) – serie TV, un episodio (2000)
- Sheena – serie TV, un episodio (2001)
- JAG - Avvocati in divisa (JAG) – serie TV, episodio 7x24 (2002)

## Doppiatori italiani
Nelle versioni in italiano delle opere in cui ha recitato, Grand L. Bush è stato doppiato da:
- Massimo Corvo in Arma letale 2, L'esorcista III, The Visitor
- Vittorio Amandola in Trappola di cristallo
- Antonio Guidi ne I Jefferson
- Giorgio Locuratolo in La signora in giallo
- Guido Cerniglia in Ore contate
- Fabrizio Temperini in Arma letale
- Fabrizio Pucci in Quelli della pallottola spuntata
- Paolo Buglioni in Freejack - In fuga nel futuro
- Nino Prester in Street Fighter - Sfida finale
- Alessandro Rossi in Turbulence - La paura è nell'aria
- Simone Mori in Demolition Man
- Stefano Mondini in Walker Texas Ranger